# Дробный квантовый эффект Холла
Дро́бный ква́нтовый эффе́кт Хо́лла — одно из проявлений квантового эффекта Холла, когда при дробных числах заполнения уровней Ландау в двумерном электронном газе на графической зависимости холловского сопротивления от величины магнитной индукции наблюдаются участки с неизменным поперечным сопротивлением — «плато».
Дробный квантовый эффект Холла наблюдается в магнитных полях, ещё более сильных, чем поля, необходимые для обычного, целочисленного квантового эффекта Холла.
Дробный квантовый эффект Холла был открыт в 1982 году, когда Даниэль Цуи и Хорст Штёрмер заметили, что «плато» в холловском сопротивлении наблюдаются не только при целых значениях n, но и (в существенно более сильных магнитных полях) при n=1/3. В дальнейшем были обнаружены «плато» электрического сопротивления и при других дробных значениях n, например при n=2/5, 3/7…

## Природа дробного квантового эффекта Холла
Природа дробного квантового эффекта Холла была объяснена Робертом Лафлином в 1983 году. Он принял во внимание то, что частично заполненные электронные зоны представляют собой сильно коррелированную систему. Поведение отдельных электронов в этом случае нельзя считать независимым, поскольку взаимодействие между электронами кардинально меняет характер системы. В такой системе вместо отдельных электронов возникают новые, коллективные степени свободы — квазичастицы.
Как правило, поведение сильно коррелированной системы столь сложно, что обычно не удаётся не только проследить её эволюцию, но и даже хотя бы понять, каковы будут правильные квазичастицы. Тем не менее, Лафлину удалось угадать такой вид коллективной волновой функции электронного газа. Из этого выражения следовало, что квазичастицы обладают дробным электрическим зарядом, что и приводит к дробному квантовому эффекту Холла.

### Особенности поведения электронной жидкости в сильном магнитном поле
Приближённое решение задачи Лафлин смог найти ,оценив взаимодействия в пределе очень сильного поля и поняв какие из них значимы, а какими можно пренебречь. Это позволило найти решение сложной задачи, которую, как правило, аналитически решить не удаётся. 

В случае очень сильного магнитного поля взаимодействие электронов с полем становится определяющим, а остальные взаимодействия могут быть рассмотрены как малые возмущения. Это означает, что наличием притяжения или отталкивания между заряженными частицами в уравнении можно пренебречь. Таким образом, волновая функция всей электронной жидкости в сильном магнитном поле не будет зависеть от взаимодействий между частицами. От этого меняется энергия жидкости, но не её поведение.

Поведение двух заряженных частиц в сильном магнитном поле.

Как это можно понять? Рассмотрим два электрона, находящихся в сильном магнитном поле. Если пренебречь взаимодействием электронов, то каждый из них под действием силы Лоренца вращался бы по окружности (см. верхнюю группу рисунков). «Сильное» магнитное поле в нашем примере означает то, что радиус окружности во много раз меньше, чем расстояние между электронами.
«Включим» теперь электростатическое отталкивание между электронами. В пустом пространстве электроны разлетелись бы прочь друг от друга. Однако в нашем случае магнитное поле не допустит разлёта. Вместо этого электроны начнут медленно дрейфовать друг вокруг друга (см. среднюю группу рисунков).
Если же у нас был бы электрон и позитрон, то есть притягивающиеся частицы, то и они начали бы дрейфовать вдоль параллельных друг другу линий (см. нижнюю группу рисунков).
Заметьте, что во всех трёх случаях две частицы образуют связанное состояние. Характер движения этого связанного состояния несколько разный, но само наличие связанного состояния — явление универсальное, не зависящее ни от силы, ни от знака, ни вообще от наличия взаимодействия.

## Дальнейшие исследования дробного квантового эффекта Холла
В 1998 году Цуи, Штёрмер и Лафлин получили Нобелевскую премию по физике за открытие и объяснение этого явления.